# Turányi Alajos
Turányi Alajos, születési nevén Rothen Alajos Ágoston (Budapest, 1889. szeptember 30. – Budapest, Kőbánya, 1945. július 19.) színész.

## Életútja
Rothen Alajos cipész és Turányi Katalin fiaként született. Papnak készült, majd elvégezte Rákosi Szidi színiiskoláját és 1908-ban lépett először színpadra. 1910-ben dr. Farkas Ferencnél működött Szabadkán, ahol a Sasfiókban volt nagy sikere, innen Nagyváradra, 1913-ban pedig Szegedre ment. Játszott még Miskolc, Kapuvár, Fiume, Szolnok, Munkács színpadjain. Az első világháború alatt filmfelvételeken vett részt (Karthauzi – címszerep). 1914. augusztus 30-án Budapesten, az Erzsébetvárosban feleségül vette a nála négy évvel fiatalabb Bányai Katalin színésznőt, 1922-ben elváltak. 1918 szeptemberében a Nemzeti Színházhoz szerződött, ahol fiatal társalgási és amorózó szerepkörben működött szép sikerrel. 1944-ig volt az intézmény színésze és statisztavezetője. 1925. augusztus 11-én Kassán feleségül vette a nála 16 évvel fiatalabb Kontuly Sarolta Idát. 1926-ban a Farkas–Ratkó-díjat nyerte el, és az ezzel járó ezüst gyűrűvel tüntették ki sikeres szerepléséért. A Kozma utca 13. szám alatt hunyt el, halálát vesegyulladás okozta.

## Fontosabb szerepei
- Laertes (Shakespeare: Hamlet)
- Ráthy (Herczeg Ferenc: Három testőr)
- Le Bret (Rostand: Cyrano de Bergerac)
- Inas (Márai Sándor: Kaland)
- Herceg (Sancho Pansa)
- Forgalmista (Süt a nap)